# Julius Axelrod
Julius Axelrod (n. 30 mai 1912, New York City, New York, SUA – d. 29 decembrie 2004, Bethesda⁠(d), comitatul Montgomery, Maryland, SUA) a fost un farmacolog, biochimist și neurochimist evreu-american, care împreună cu farmacologul Bernard Brodie a descoperit rolul analgetic și a contribuit la producerea pe cale industrială a paracetamolului. Pentru cercetările sale în domeniul transmiterii pe cale umorală a impulsului nervos la nivelul sinapselor, primește în anul 1970 Premiului Nobel pentru Fiziologie sau Medicină, împreună cu  Ulf von Euler și Sir Bernard Katz. 